# 東琉線
東琉線，是往返屏東縣東港鎮、琉球鄉的交通船航線的統稱，目前有共有8家分別為公營1家、民營7家輪船公司在該條航線營運。

## 概況

### 琉球海路
琉球鄉在有正式的交通輪船營運以前，舉凡鄉親通勤與物資運補，皆仰賴當地漁船與帆船附帶輸送。但往往因出航時間不定、或遇惡劣海象或颱風季節而中斷，鄉親對於有交通輪船的需求日益強烈。
民國26年（日本昭和12年、公元1937年），琉球庄長儀間正良、公醫兼漁業組合長宇田薰等一眾地方頭人，號召島上官兵與鄉親合資，共集資八千餘日圓訂造了新交通船「琉球丸」，隔年7月17日竣工啟航。數年後再建有「日勝丸」加入琉球的海路運輸線。開創了東港往返小琉球之交通客船的先河。

### 民營
隨著時代變遷與二次世界大戰的影響，琉球一度回到依賴漁船附搭載運客貨的狀態。直到台灣光復後的1940年代末期，琉球鄉民合資籌建新海漁、眾益、競強、眾信四艘新交通船，建立起了正式的定期航線，每日往返東港與小琉球來回四班次，琉球鄉之對外交通暫獲紓解。
1951年（民國40年），飛馬、眾益、競強、東信、觀光五家輪船公司成立。分別開始經營定期交通船航線，以服務琉球鄉民。
2001年（民國90年），飛馬、眾益、競強、東信、觀光五家輪船公司共組東琉線交通客船聯營處，期盼能給居民及遊客更便利舒適的海上交通。于2014年9月啟用線上訂票系統。
2014年7月，小琉球觀光日益興盛，為紓解假日東港渡輪碼頭的排隊人潮，泰富國際輪船股份公司正式營運，同時啟用網路訂票系統。東琉線泰富輪船共有泰富1號、泰富2號、泰富3號等高速客輪3艘、泰富8號貨輪，投入營運。
2021年8月5日，藍白航運首航。
民營航線在琉球鄉停泊於緊鄰生活中心的本福村、位置較靠近東港的白沙港，現亦是主要遊客進出之觀光港。

### 公營
1993年（民國82年），時任中華民國總統李登輝巡視琉球鄉地方建設，體恤琉球鄉民交通不便及交通費用負擔重大，指示當時的台灣省政府籌辦公營交通船。1997年，第一艘公營交通船欣泰號在高雄聯和造船公司竣工、同年2月1日正式開航投入營運，以服務琉球鄉親舉凡通學通勤、民生物資運送、與年長鄉親前往本島就醫等事宜。公營交通船為最大股東琉球鄉公所委託該所所屬公營事業的琉興有限公司營運。
2003年，鑒於公營交通船欣泰號船齡漸舊，因此決定購置第二艘公營交通船，向宜蘭蘇澳造船商龍德造船工業訂造新型鋁合金噴射推進式客輪，定名吉祥如意號，竣工後由時任中華民國總統陳水扁主持開航典禮，於此同時，吉祥如意號正式加入琉興船隊營運。
惜日後，吉祥如意號面臨故障率增、維護料件停產之消失性商源、以及維修困難且成本超乎預期（也因此於2015年起停駛）等難題，致使欣泰號以高船齡獨撐營運、且每逢歲修時即造成鄉民極大不便，於是在2019年起，時任琉球鄉長(亦現任)的陳國在積極向時任交通部長林佳龍與國發會爭取，並在立委莊瑞雄的協助下，終於獲行政院核定交通部補助經費9210萬元、建成第三代公營交通船琉興輪，於2021年竣工、同年11月23日舉行首航典禮。時逢琉球辛丑正科迎王平安祭典前一週，琉興輪亦仿效迎王祭典「逡港腳」之傳統環島一圈以祈求吉利。
公營交通船獲得屏東縣政府離島建設基金570萬補助，啟用琉球鄉親持記名一卡通搭乘公營交通船、並比照現行之鄉親優惠票價（優待單程票60元）供琉球鄉親搭乘。
公營交通船停靠琉球鄉南側之大福漁港，離東港較遠、多出數百公尺遠，時間亦比民營船隻稍久。

## 船隊
（下列為東琉線各船運公司之現役與歷史船隊）

### 民營

#### 聯營處
- 東信輪× - 澳洲SBF造船公司1993年造。於2015年6月7日除役停駛。
- 翔信輪 - 澳洲商進船廠造。為全台灣首艘澳洲造全新的穿浪型雙體客輪，於2015年6月10日首航。
- 群益輪 - 宜蘭龍德造船公司2014年造。
- 光輝輪 - 宜蘭龍德造船公司2008年造。
- 東昇11號 - 宜蘭龍德造船2015年造，於2015年9月26日首航。
- 誠翔輪 - 宜蘭龍德造船公司2017年造。
- 飛馬輪× - 台南松林造船公司2002年造。

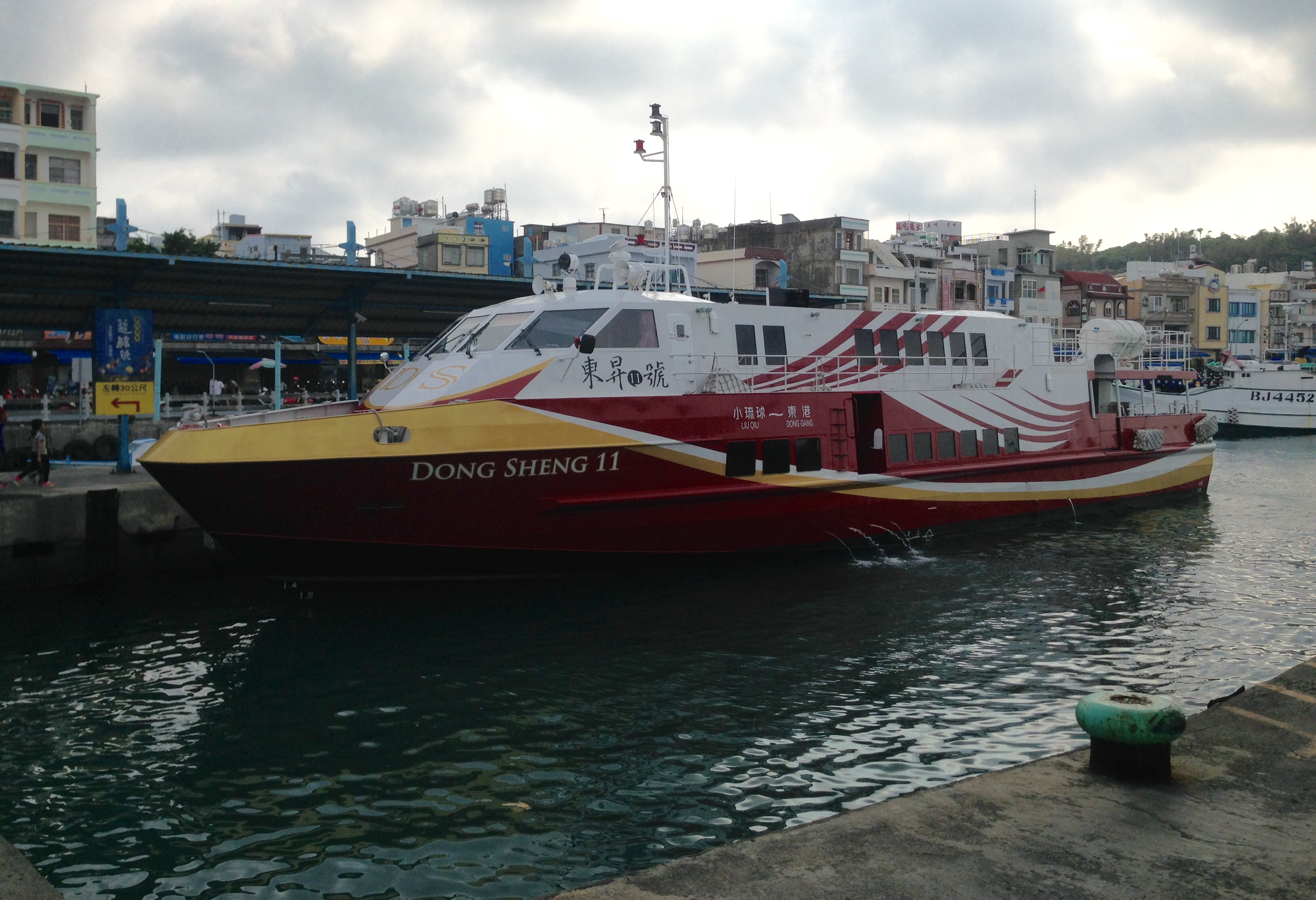
停在白沙尾觀光港的東昇11號。

- 飛馬3號 - 新加坡船廠2022年造。

#### 泰富航運
- 泰富1號 - 宜蘭龍德造船造，於2014年7月首航，2015年9月經造船廠優化推進系統後，目前為東琉線航速最快之高速客輪，經測試全速運轉超過38節。
- 泰富2號 - 宜蘭龍德造船造，於2014年8月首航。
- 泰富3號 - 宜蘭龍德造船造，於2015年9月首航，為東琉線第一艘結合地方文化之船體彩繪客輪。

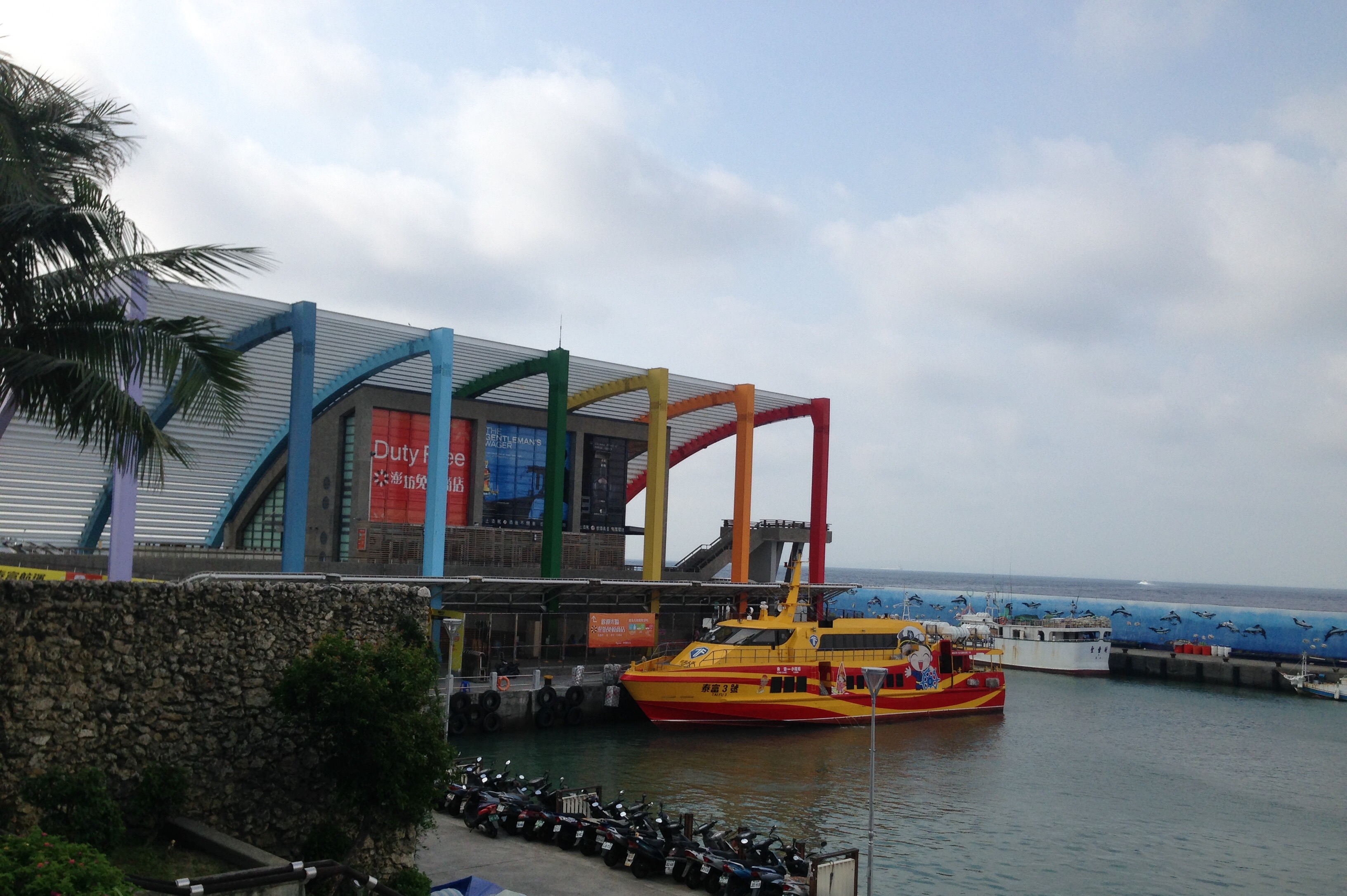
停在白沙尾觀光港的泰富3號。

#### 藍白航運

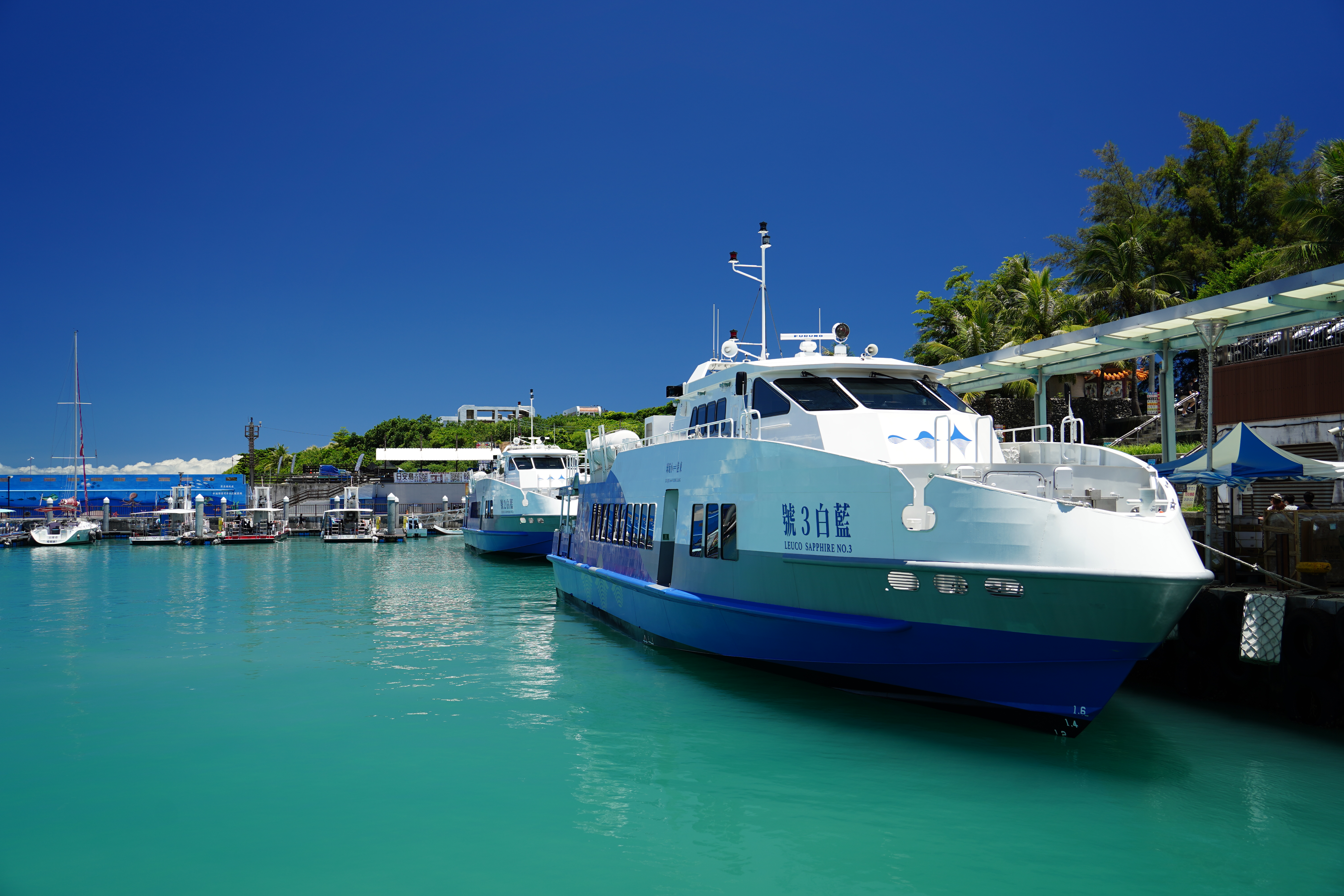
藍白3號。

- 藍白1號
- 藍白2號
- 藍白3號

#### 大福琉球航運
- 大福1號
- 大福2號
- 大福3號

### 公營
公營交通船，由琉球鄉公所、琉興有限公司所有。
- 欣泰號 - 高雄聯和造船公司1997年造
- 吉祥如意號× - 宜蘭龍德造船公司2003年造
- 琉興輪 - 高雄新昇發造船公司2021年造

## 外部連結
- 公民營船班時刻，屏東縣琉球鄉公所官方網站 （页面存档备份，存于）
- 167-102年屏東縣琉球鄉公營交通船電子票卡換發暨辨識系統增建計畫
- 103年屏東縣琉球鄉公營交通船鄉親直系親屬電子票證優惠卡採購案決標
- 屏東縣審計室建議意見
- 琉球活。民宿旅遊網線上訂房